# Osiris Feliciano
Osiris Feliciano Muñoz (Ihuari, 15 de diciembre de 1949 LA MOLINA 4 de agosto de 2025 ) fue un ingeniero industrial y político peruano. Ejerció como fue alcalde del distrito de Santa Anita 1996 a 1999 de 1999 2002  desde enero de 2007 hasta su vacancia en mayo de 2008 debido a su condena por el delito de peculado. Ejerció dicho cargo en 1996 y en 1999.

## Biografía
Realizó sus estudios escolares primarios en el Colegio N°445 de Ihuari - OTEC,  y los secundarios en el Colegio Andrés de los Reyes de la ciudad de Huaral.  
Tiene estudios superiores en Ingeniería Industrial por la Universidad Nacional Mayor de San Marcos de Lima. Tuvo muchos problemas con la justicia al ser conflictivo en su centro de labores, trabajando bajo amenazas e insultos. Muchos estudiantes manifiestan que debería ser analizado psicológicamente.

## Labor profesional
Antes de ser elegido alcalde por el distrito de Santa Anita, fue docente de la Universidad Nacional Mayor de San Marcos y de la Universidad Nacional de Ingeniería en Lima.

## Labor política

### Alcalde de Santa Anita
Como Miembro de Cambio 90-Nueva Mayoría, postuló en las elecciones municipales de 1995 a la alcaldía del Distrito de Santa Anita, accediendo al cargo para el periodo 1996-1998.
Fue reelecto por el partido Sí Cumple ejerciendo de 1999 a 2002. En el año 2006 se presenta nuevamente como candidato al cargo ganando las elecciones por Siempre Unidos, asumiendo como tal en enero de 2007, pero es vacado en el año 2008. Se postula a la misma alcaldía en las elecciones municipales de octubre de 2010, por Cambio 90, sin lograr tener éxito.